# Gwibert
Gwibert, Wibert – imię męskie pochodzenia germańskiego, złożone z elementów wig — "walka" i beorht — "jaskrawy". Patronem tego imienia jest św. Wibert (Gwibert), mnich w Gorze, zm. w 962 roku. 
Gwibert, Wibert imieniny obchodzi 23 maja.